# Paracassidulina
Paracassidulina es un género de foraminífero bentónico de la subfamilia Cassidulininae, de la familia Cassidulinidae, de la superfamilia Cassidulinoidea, del suborden Buliminina y del orden Buliminida. Su especie tipo es Globocassidulina nipponensis. Su rango cronoestratigráfico abarca desde el Mioceno hasta la Actualidad.

## Discusión
Clasificaciones previas incluían Paracassidulina en el suborden Rotaliina del orden Rotaliida.

## Clasificación
Paracassidulina incluye a las siguientes especies:
- Paracassidulina angulosa
- Paracassidulina minuta
- Paracassidulina nabetaensis
- Paracassidulina nipponensis
- Paracassidulina oshimai
- Paracassidulina quasicarinata
- Paracassidulina sagamiensis
- Paracassidulina stabilis
- Paracassidulina sulcata

Otra especie considerada en Paracassidulina es:
- Paracassidulina neocarinata, considerado sinónimo posterior de Cassidulina carinata